# Tandtrauma
Een tandtrauma is een verwonding van de tanden of de weefsels die tanden ondersteunen. Vaak gebeuren ze door sportongevallen, in het verkeer, ongelukken in huis of door agressie.

## Classificatie

### Concussie
Dit is een trauma waarbij de tand een harde stoot krijgt, maar ze niet beweeglijk wordt of van plaats verandert. Er zijn geen barsten te bespeuren. Wanneer er op de tand getikt wordt, is er wel verhoogde gevoeligheid.
Er is oedeem en er kan bloeding optreden in het parodontium, maar meestal is niets te zien van buiten uit.
De tandarts zal de tand ontlasten door zijn tegenligger uit contact te slijpen. De patiënt dient twee weken lang zacht voedsel te gebruiken.

### Subluxatie
Dit is een verwonding waarbij de tand beweeglijk wordt, maar waarbij hij in rust toch niet is verplaatst. Ook hier zijn geen breuken. De tand is gevoelig bij tikken. 
Naast oedeem en parodontale bloeding, kan de tandpulpa (gedeeltelijk) gescheurd zijn.
Ook hier zal de tandarts de tand ontlasten en de patiënt op een "zacht dieet" zetten gedurende twee weken.

### Laterale luxatie
Dit is een ergere vorm van verwonding. Hierbij is de tand horizontaal in de tandkas verplaatst, meestal naar binnen toe. Vaak kan een deel van de tandkas gebroken zijn. De tand zelf is niet gebroken.
Meestal is de tandpulpa afgesneden van zijn voorziening. Ook het parodontium heeft schade geleden en zal moeten herstellen.
Als de tandarts de tand probeert terug te plaatsen op de juiste positie, doet dit erg veel pijn. Daarom zal dit onder lokale verdoving gebeuren. De tand wordt gespalkt.

### Extrusieve luxatie
Bij deze verwonding is de tand deels uit de alveole (de tandkas) gekomen. Vaak wordt dit verward met een wortelbreuk, maar een röntgenopname neemt alle twijfel weg.
De tandpulpa is afgesneden van zijn bloed- en zenuwvoorziening. Ook het ligamentum parodontale is gescheurd.
De tandarts zal proberen deze tand terug te plaatsen en hem te spalken. Dit kan meestal zonder lokale anesthesie.
Omdat de tand avitaal is geworden zal de tandarts altijd een endodontische behandeling moeten uitvoeren.

### Intrusie
Bij een slag op de tand, kan deze geheel in de alveole gedrukt zijn. Wanneer er op de tand getikt wordt, klinkt er een hoge metaaltoon. Dit is een teken dat er nauw contact is met het bot en dat het ligamentum parodontale geplet is.
Wanneer de wortel nog niet volledig afgevormd is (bij jongeren dus), kan de tandarts de tand een beetje loswrikken om zo spontaan te laten uitgroeien. Bij een wortel die toe is aan zijn top, zal men soelaas zoeken tot orthodontie: met een bracket die op de tand gekleefd wordt, zal men de tand langzaam terug op zijn plaats zetten.

### Avulsie
Bij avulsie is de tand volledig uit de alveole. Wanneer de tand teruggevonden kan worden, dient deze zo snel mogelijk teruggeplaatst te worden. Hierbij is het belangrijk de tand nooit bij de wortel te pakken maar altijd bij de kroon. Indien ze vuil is, dient ze afgespoeld te worden (voorzichtig afspoelen in speeksel, een bekertje water met een theelepel zout of eventueel met melk. Niet schoonschrobben!) en dan teruggeplaatst.
Is dit niet mogelijk, dan moet de tand in de mond onder de tong bewaard worden, in de omslagplooi (tussen tanden en lip of wang) of in een bekertje water met een theelepel zout en dient men onmiddellijk naar de tandarts te gaan. Tijd is dan van belang, want de kans op een succesvolle genezing neemt af met de minuut.
De tandarts kan de tand nu reinigen met fysiologisch water en terugplaatsen in zijn holte. Spalken is noodzakelijk. Wanneer er veel tijd verloren is gegaan, kan de tandarts de tand 20 minuten lang behandelen met natriumfluoride en hem daarna ontzenuwen en terugplaatsen.

### Kroonbreuk
Een kroonbreuk is een aandoening waarbij de tandkroon betrokken is, met eventueel ook het dentine en de tandpulpa.
Wanneer enkel het glazuur beschadigd is, kan het volstaan om de ruwe randjes te polijsten en eventueel te fluorideren mocht dat nodig zijn. Zodra er dentine geraakt is, moeten we dit afdichten. Anders kunnen bacteriën langs de buisjesvormige holtes van het dentine, de dentinetubuli, tot in de tandpulpa komen. Zodra die zenuw geraakt is, dient men over te gaan tot een behandeling met een product als calciumhydroxide of MTA. Men kan de pulpa overkappen, een deel van de pulpa amputeren (partiële pulpotomie) of een volledige wortelkanaalbehandeling uitvoeren, waarbij de zenuw volledig wordt weggenomen.

### Kroon-wortelbreuk
Bij deze verwonding loopt er een breuklijn van de kroon naar de wortel. Ook hier kunnen dentinetubuli bloot liggen of kan de tandpulpa geraakt zijn.
Wanneer het fragment niet te diep is afgebroken in de wortel, zal met het gewoon verwijderen, het tandvlees laten aanhechten aan het nieuwe stuk en het blootliggende oppervlak behandelen met een vulmateriaal als composiet.
Wanneer het fragment dieper is afgebroken, zijn er nog mogelijkheden om de situatie te herstellen. Dit kan door het bot van de alveole te bewerken, zodat de rand van de breuk hierboven komt. Ook met orthodontie kan men de tand een stukje verlengen. En met de tand chirurgisch op de juiste hoogte te plaatsen, kan men ook al wat doen.
Is het fragment te diep afgebroken, dan dient de tand getrokken te worden.

### Wortelbreuk
Een wortelbreuk lijkt op het eerste gezicht op een extrusieve luxatie, maar op een Röngtenopname zien we duidelijk een breuklijn lopen in de tand.
Aan het diepste deel is vaak niets aan, maar aan het oppervlakkige deel is het ligamentum parodontale gescheurd. Ook de bloedvoorziening en de innervatie zijn afgesneden in het oppervlakkige deel.
De tandarts kan het deel terugplaatsen. Dit kan meestal wel zonder verdoving. Daarna zal hij de tand spalken. Wanneer de tand nog niet afgevormd was, is de prognose gunstig.

### Breuk van de tandboog
Hierbij is een deel van de processus alveolaris, de tandboog, gebroken. Een of meer tanden zijn beweeglijk. Op een Röntgenfoto zien we vaak een barst in het bot, vooral horizontaal.
De tandarts zal het fragment terugplaatsen en spalken. Daar dit heel pijnlijk is, dient dit te gebeuren onder lokale anesthesie.

## Voorkomen
Er is nog bijzonder weinig onderzoek gedaan naar het voorkomen van tandtraumata op wereldschaal. Men heeft hoogstens informatie van een paar landen. Toch kunnen we enkele cijfers geven hieromtrent.
Zo heeft 1/3 van de vijfjarigen een trauma ondergaan. Ander onderzoek spreekt dan weer bij twaalfjarigen van 20 tot 30% traumata. Opvallend is dat bij jongens 1/3 meer traumata voorkomen dan bij meisjes, waarschijnlijk doordat ze over het algemeen wat ruwer spelen.
De twee gevaarlijkste periodes voor jongens zijn de leeftijd van 2 tot 3 jaar en rond 9 à 10 jaar. Dit zijn de periodes met de grootste incidentie van tandtraumata. Bij de meisjes zien we enkel de eerste piek van 2-3 jaar.